# Somssich József (festő)
Gróf sárdi Somssich József (Mike, 1812. augusztus 18. – Kaposújlak, 1894. június 15.) festőművész, politikus, császári és királyi kamarás, nemzetőrségi őrnagy. 

## Élete
Gróf Somssich Pongrác alnádor és a Zichy család köznemesi ágából származó zicsi Zichy Julianna (1791–1849) fiaként született Mikén, Somogy vármegyében. Zichy Julianna unokatestvére, Zichy Sándor volt, akitől született a híres zicsi Zichy Mihály (1827–1906) festőművész. Somssich Miklós tanulmányai után beállt a hadseregbe, a nádor-huszároknál szolgált, ahonnan századosi rangban távozott. Ezt követően elvonultan birtokain gazdálkodott. Erősen pártfogolta a művészetet, sőt a festészetbe bele is vetette magát. Kaposújlaki kastélyát számos saját olajfestménnyel díszítette. Munkácsy Mihály híres képét, a Krisztus Pilátus előtt címűt eredeti méretében kitűnően lemásolta, és a kaposvári Nagyboldogasszony-székesegyháznak két oltárképet is festett. A társadalomtól teljesen elvonulva, kizárólag gazdaságának és a művészetnek élt. A főrendiház örökös tagja volt, és az uralkodó császári és királyi kamarássá is megtette.

## Családja
1841-ben feleségül vette Schiller Amália bárónőt (1805–1874), akinek tőle két gyermeke született:
- Imre (1843–1914); neje: gróf sárvár-felsővidéki Széchényi Mária (1848–1927)
- Teréz  (1844–1900); férje: gróf sárdi Somssich Adolf (1839–1919)

Felesége halála után 14 évig özvegy volt, de 1888-ban Schrott Karolinát (1837–1900) nőül vette.